# Dagestan (Weinbrand)

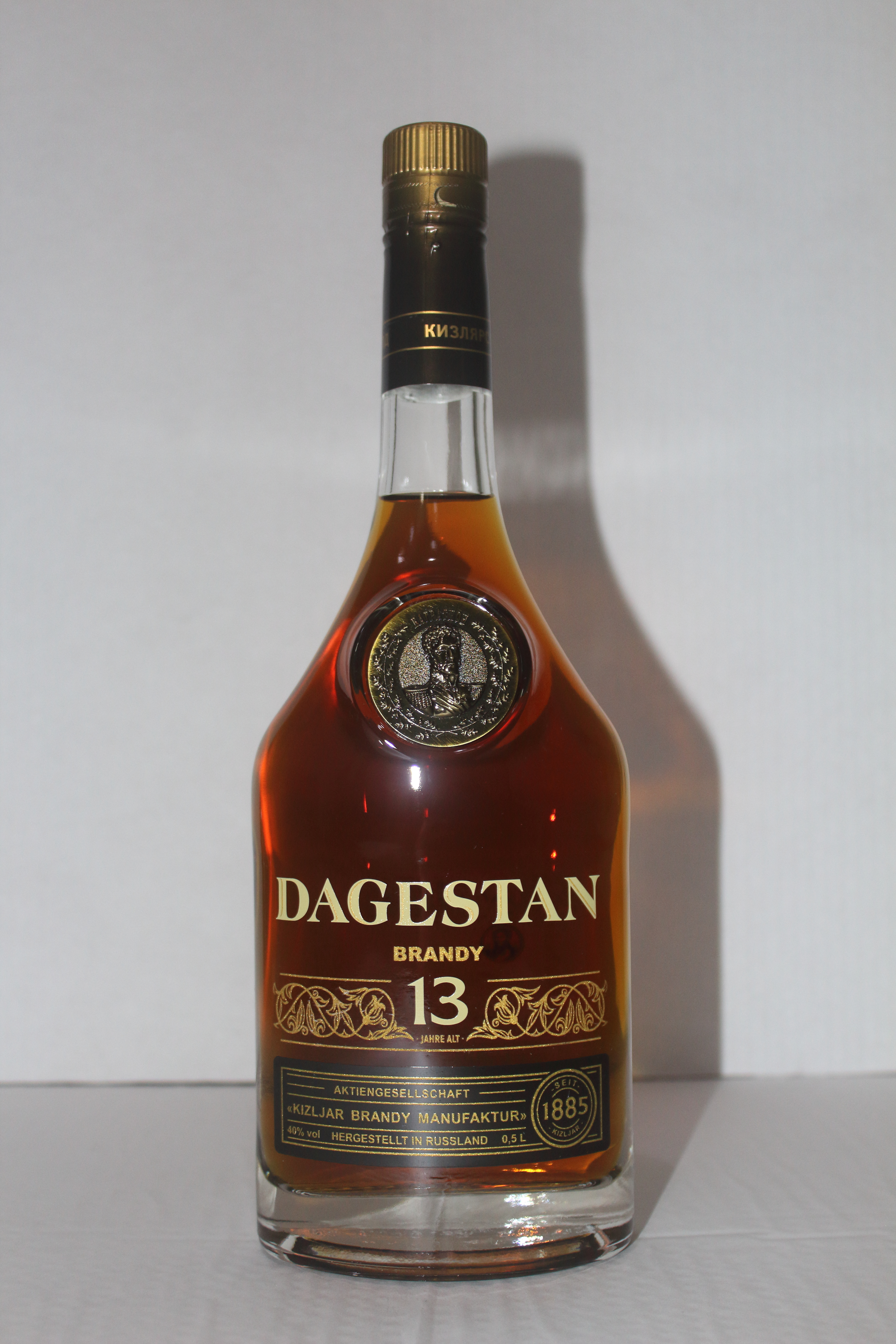
Brandy Dagestan (für den deutschen Markt), 2021

Dagestan ist ein russischer Weinbrand, der seit 1967 von Kizljar Brandy Manufaktur hergestellt wird. Seit 2008 ist es das offizielle Getränk der Protokollveranstaltungen des Moskauer Kreml.

## Geschichte
Zum ersten Mal wurde das Getränk 1967 auf spezielle Bestellung zum 50-jährigen Jubiläum der Sowjetmacht hergestellt mit 40 % Vol., Zuckergehalt von 12 g/dm3.
Das Getränk wird nach der klassischen Cognac-Technologie, der Methode der doppelten Verlegung von Weinmaterialien auf Kupfergeräten des Charant-Typs, hergestellt. Für die Herstellung von Alkoholen werden Rkatsiteli-Trauben, Riesling, Schasla und scharlachroter Tersky verwendet.
Für die Coupage werden ausgewählte Alkohole mit einem Mindestalter von 13 Jahren verwendet. Der Ausbau erfolgt in Fässern aus der kaukasischen Bergeiche.
Die Farbe des Getränkes ist dunkelgolden mit Schokoladentönen. Das Bouquet ist komplex, mit einer Dominanz von schokoladen-harzigen Tönen. Im Geschmack dominieren schokoladen-harzige Noten mit ausgeprägten Tönen von Trockenfrüchten und Pflaumen.
Brandy Dagestan hat mehrere Grand Prix, 70 Gold- und 30 Silbermedaillen bei internationalen Wettbewerben und Verkostungen gewonnen.
Im Jahr 2008 wurde der Brandy von Dagestan zusammen mit anderen Getränken aus der Kizljar Brandy Manufaktur wie „Russland“, „Peter der Große“, „Bagration“ und „Kizlyar“ zum Getränk der Protokollveranstaltungen des Moskauer Kremls.

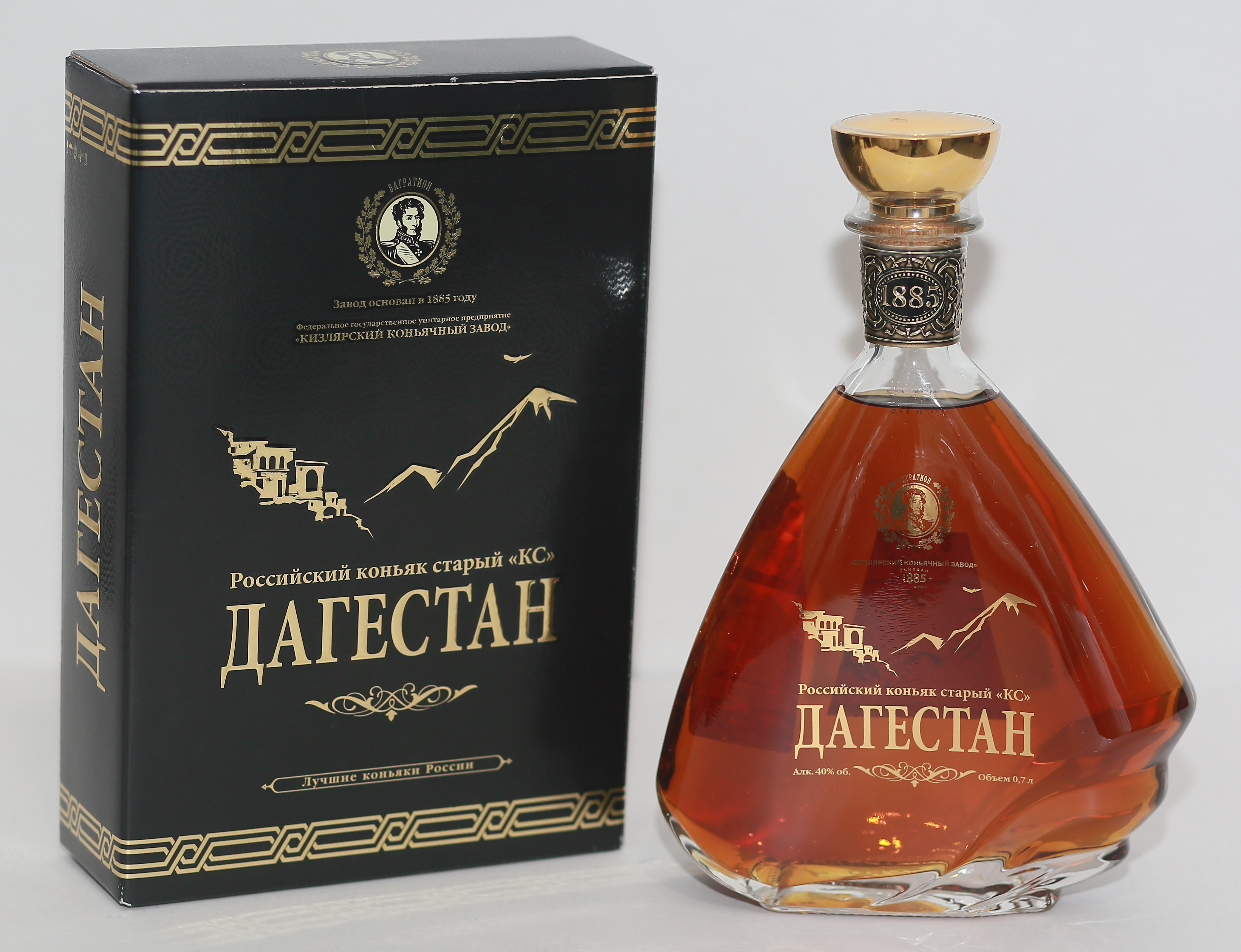
Sammlerflasche Brandy Dagestan, 2018 год